# Jed Graef
Jed Graef (n. 1 mai 1942, Montclair, New Jersey, SUA) este un înotător american, medaliat olimpic. A participat la o ediție a Jocurilor Olimpice (1964) în care a câștigat două medalii de aur.